# (470593) 2008 LP17
(470593) 2008 LP17 est un objet transneptunien de faisant partie des centaures. 

## Caractéristiques
(470593) 2008 LP17 mesure environ 260 km de diamètre.